# Konstrukcja budowlana

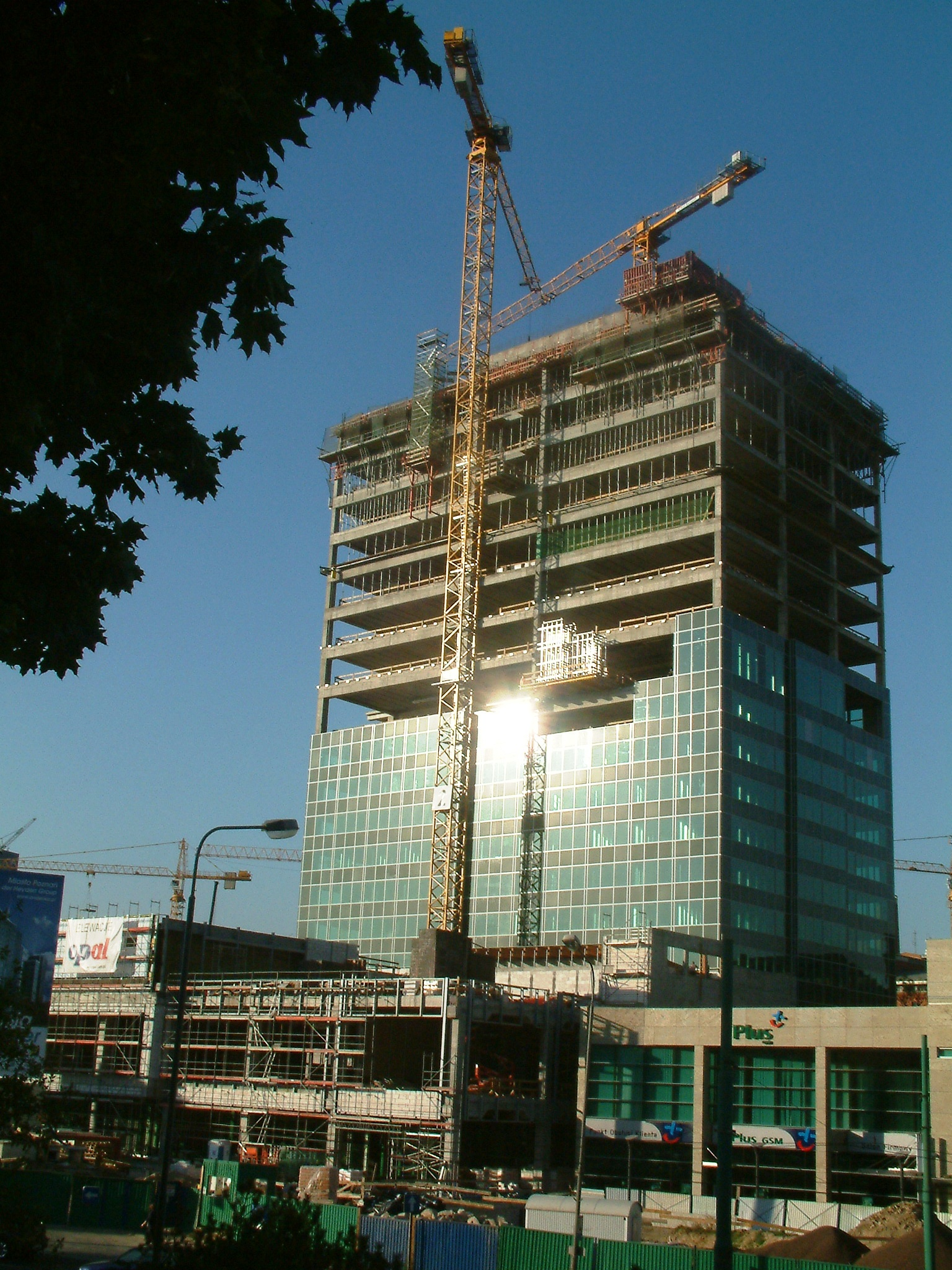
Konstrukcja żelbetowa budynku Andersia Tower

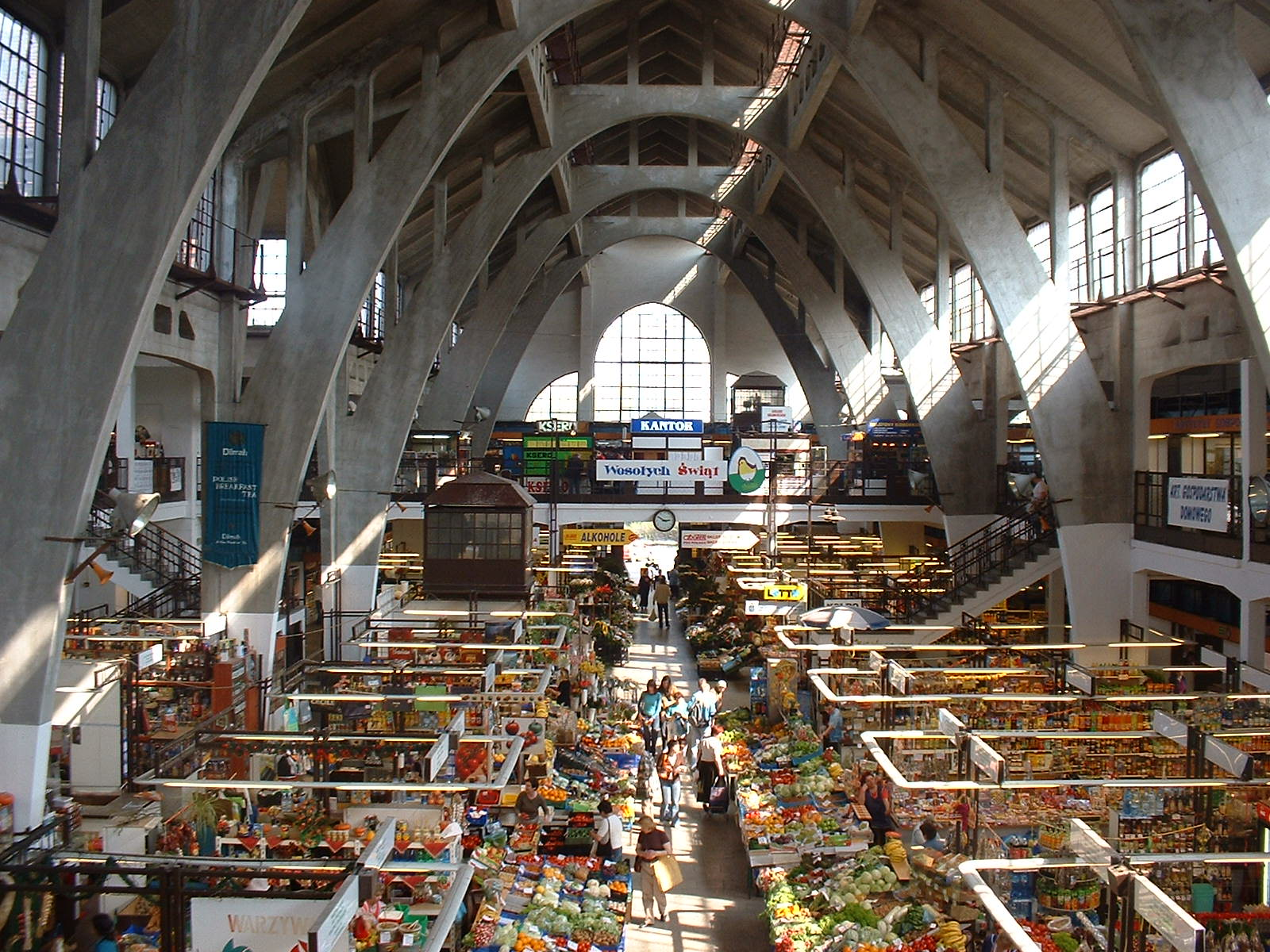
Konstrukcja żelbetowa Hali Targowej we Wrocławiu

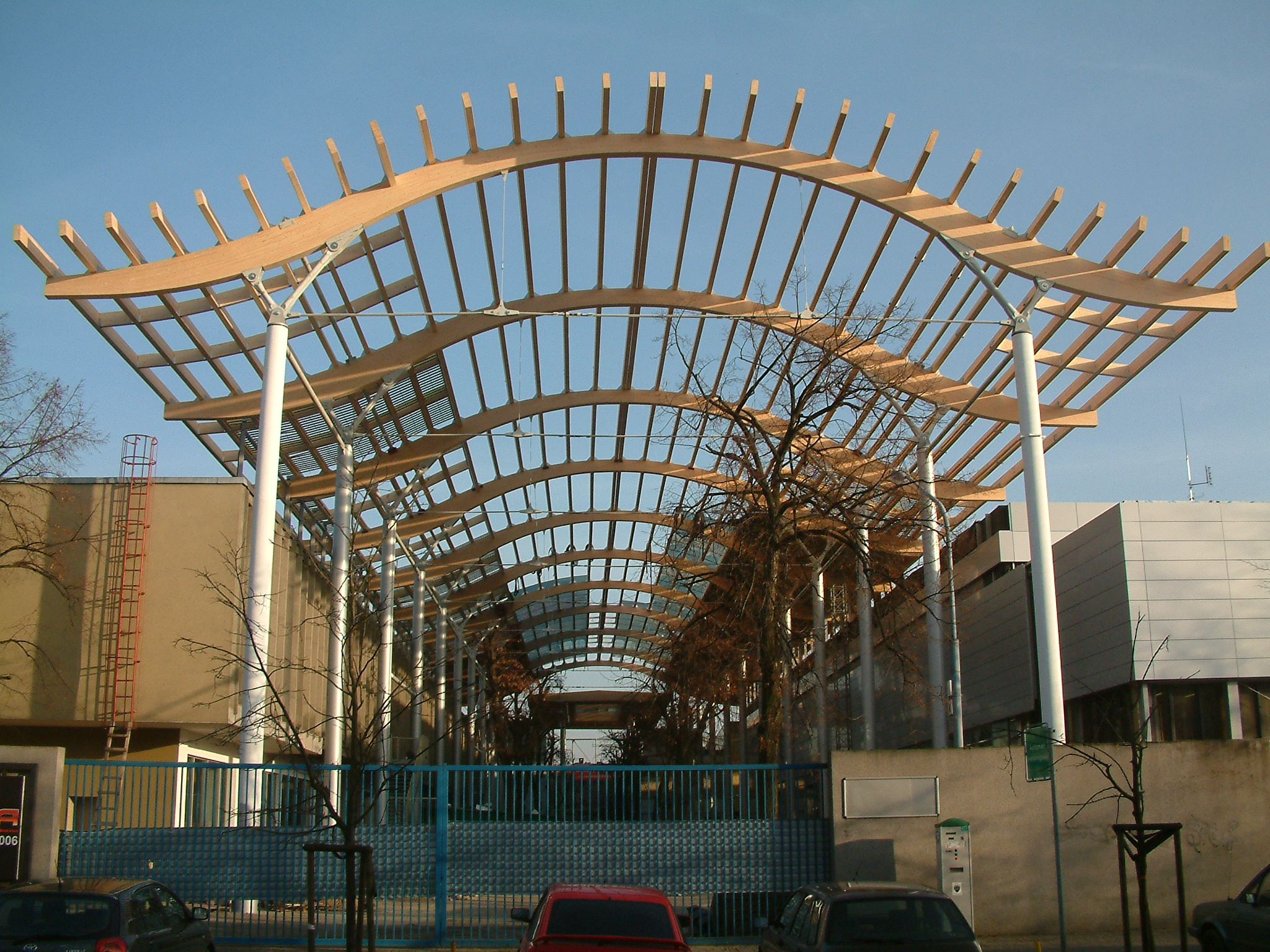
Konstrukcja z drewna klejonego – pasaż pomiędzy pawilonami 7 i 16 MTP

Konstrukcja budowlana – powstaje z powiązania różnych elementów budowli w sposób poprawny pod względem zasad mechaniki budowli i ekonomii. Najważniejsze elementy konstrukcyjne budynku to: fundamenty, ściany nośne, filary, (także słupy, kolumny), belkowania, belki i stropy lub sklepienia, wiązary lub więźby dachowe. Oprócz konstrukcji podstawowych, w budynkach występują także konstrukcje drugoplanowe, czyli: ściany działowe, schody, posadzki, pokrycie dachów oraz konstrukcje uzupełniające, czyli: drzwi, okna, instalacje (wody, kanalizacji, grzewcze, wentylacji, klimatyzacji, gazu, elektryczne, teletechniczne itp.)
Prekursorem nowoczesnej techniki budowlanej był Leonardo da Vinci. Zdefiniował w statyce pojęcia momentu oraz prawa równowagi sił. Związał zagadnienie stateczności konstrukcji z mechaniką tworząc w ten sposób podwaliny pod naukę zwaną mechaniką budowli (lub mechaniką konstrukcji). Opierając się na swoich koncepcjach, zaprojektował w Konstantynopolu kamienny most o konstrukcji sklepionej łukowo o rozpiętości 250 m. Kilka wieków później, po przeliczeniu tego projektu okazało się, że spełniał on wymagania wytrzymałościowe. Pojęcie konstrukcji jako określenie związane z obliczeniami sił oddziałujących na budowlę zostało wprowadzone w XIX wieku. Wcześniej budowniczowie, wznosząc nawet najbardziej śmiałe konstrukcje przestrzenne, opierali się jedynie na własnym i zaobserwowanym doświadczeniu oraz empirycznie sprawdzanych założeniach. Obecnie stosowana jest analiza teoretyczna, sprawdzana odpowiednimi obliczeniami.
Podstawowe układy konstrukcyjne budynków to:
- budynki, w których układem nośnym są ściany,
- budynki o konstrukcji szkieletowej,
- budynki o konstrukcji modułowej,
- budynki w układzie mieszanym (np. układ nośny tworzą ściany zewnętrzne i słupy wewnątrz budynku).